# Dave Myrie
Dave Andrew Myrie Medrano (ur. 1 czerwca 1988 w Puerto Viejo) – kostarykański piłkarz występujący na pozycji obrońcy, zawodnik Limón F.C. oraz reprezentacji Kostaryki. 

## Życiorys

### Kariera klubowa
Był zawodnikiem klubów: Cádiz CF, Barbate CF, Puntarenas, Alajuelense, Chicago Fire, Philadelphia Union, Limón F.C., Fredrikstad FK, Uruguay, Herediano, A.D. San Carlos, Deportivo Saprissa i Pérez Zeledón.

### Kariera reprezentacyjna
Znalazł się w kadrze na Mistrzostwa Świata 2014 w zastępstwie kontuzjowanego Heinera Mory.